# Journal Square–33rd Street (PATH)
Journal Square–33rd Street er en jernbanestrækning drevet af PATH. Linjen har farven gul på PATH's linjekort og togene på denne linje har et gult markørlys. Linjen kører mellem Journal Square i Jersey City, New Jersey og 33rd Street i Midtown Manhattan. Linjen kører fra 6.00 til 23.00 på hverdage. På andre tidspunkter er linjen erstattet af Journal Square-33rd Street (via Hoboken).

## Stationer
| Station            | Køredage                | Overgange | Tilgængelighed              |
| ------------------ | ----------------------- | --------- | --------------------------- |
| New Jersey         |                         |           |                             |
| Journal Square     | 6.00 til 23.00 hverdage | NWK–WTC   | Handicapped/disabled access |
| Grove Street       | 6.00 til 23.00 hverdage | NWK–WTC   |                             |
| Pavonia/Newport    | 6.00 til 23.00 hverdage | HOB–WTC   | Handicapped/disabled access |
| Manhattan          |                         |           |                             |
| Christopher Street | 6.00 til 23.00 hverdage | HOB–33    |                             |
| 9th Street         | 6.00 til 23.00 hverdage | HOB–33    |                             |
| 14th Street        | 6.00 til 23.00 hverdage | HOB–33    |                             |
| 23rd Street        | 6.00 til 23.00 hverdage | HOB–33    |                             |
| 33rd Street        | 6.00 til 23.00 hverdage | HOB–33    | Handicapped/disabled access |